# ZB vz. 26
La ZB vz. 26 era una ametralladora ligera checoslovaca desarrollada durante la década de 1920, que fue empleada por las fuerzas armadas de varios países. Fue principalmente empleada durante la Segunda Guerra Mundial y dio origen a los modelos ZB vz. 27, vz. 30 y vz. 33. La ZB vz. 26 influyó en el diseño de muchas otras ametralladoras ligeras, tales como las FM 24/29, Bren y Tipo 99. Además es muy reputada por su fiabilidad, piezas simples, cañón de cambio rápido y facilidad de producción.

## Historia y desarrollo
Hacia 1921, el Ejército checoslovaco inició la búsqueda de una ametralladora ligera. Las primeras pruebas se realizaron con diversos modelos nacionales y extranjeros, tales como el fusil automático Browning, la ametralladora Darne, la Hotchkiss M1914, la ametralladora Madsen y la St. Étienne M1907. De estos, el más importante fue la ametralladora ligera alimentada por cinta Praha II, construida por Česka Zbrojovka (CZ) de Praga y diseñada por los hermanos Vaclav y Emmanuel Holek. 
El desarrollo de la ZB vz. 26 empezó en 1923, después que se construyó la fábrica Zbrojovka Brno (ZB). Como la CZ-Praha era una fábrica relativamente pequeña con unas limitadas capacidades industriales, por lo que se decidió transferir la producción de la nueva ametralladora ligera a una fábrica de armas más avanzada en la ciudad de Brno, conocida como Zbrojovka Brno, o ZB en breve. Esta transferencia resultó en una larga serie de juicios sobre regalías entre los propietarios del diseño (CZ-Praha) y el fabricante (ZB). Entonces el Ejército checoslovaco le encargó a Vaclav Holek la producción de una nueva ametralladora ligera. En el desarrollo de esta nueva ametralladora colaboraron los expertos en armas polacos expatriados Marek y Antonin Podrabsky. Holek rápidamente empezó a trabajar en el prototipo de la Praha II y en un año los cuatro crearon una ametralladora ligera que más tarde sería conocida como la ZB.
Sin embargo, en 1922 los hermanos Holek abandonaron el sistema de alimentación por cinta y adoptaron un sistema de cargador vertical insertado en la parte superior del arma. El arma resultante, conocida como Praha I-23, fue seleccionada. A pesar de los problemas legales, la fabricación de la nueva arma comenzó en la fábrica ZB hacia finales de 1926, y se convirtió en la ametralladora ligera estándar del Ejército checoslovaco en 1928 en el calibre 7,92 mm. Universalmente conocida bajo la designación de fábrica ZB 26 (la designación militar en el Ejército checoslovaco fue Lehky kulomet Vzor 26, o LK vz.26 abreviadamente), esta ametralladora ligera se convirtió en una de las armas de infantería de más éxito del período de entreguerras.

## Diseño
La ZB vz. 26 es una ametralladora accionada por los gases del disparo y enfriada por aire, con selector de disparo. Tiene un cañón de cambio rápido con aletas de enfriamiento y dispara a cerrojo abierto. Su mecanismo es operado por un pistón de recorrido largo, situado dentro del cilindro de gases que se encuentra debajo del cañón. La portilla de gas está montada en la boca del cañón y también sirve como base para el punto de mira. El cerrojo cierra la recámara cuando su parte posterior se inclina hacia arriba y se encaja en unos entalles de acerrojado en la parte superior del cajón de mecanismos. El muelle recuperador está situado dentro de la culata del arma, estando conectado al portacerrojo-pistón de gas a través de una larga varilla; también hay un corto muelle situado alrededor del muelle recuperador en la unión del cajón de mecanismos y la culata, que suaviza el impacto del conjunto del cerrojo al final de su retroceso.
Su manija de amartillado está ubicada en el lado derecho del cajón de mecanismos y no retrocede al disparar. Los cartuchos son alimentados desde un cargador hecho de chapa de acero estampada, que va insertado sobre el cajón de mecanismos y tiene una capacidad de 20 cartuchos en dos hileras. El brocal del cargador tiene una cubierta protectora que se desliza hacia adelante. Los casquillos vacíos son eyectados hacia abajo. La portilla de eyección normalmente está cerrada con su propia cubierta protectora, que se abre automáticamente cuando se aprieta el gatillo. El conjunto del gatillo permite disparar en modo semiautomático y automático, los cuales se seleccionan con una palanca selectora/seguro situada en el lado izquierdo del pistolete. La ametralladora dispara a cerrojo abierto y su percutor con resorte es accionado por un resalte del portacerrojo, una vez que el cerrojo cierra la recámara y esta fijado. A causa de su cargador insertado sobre el cajón de mecanismos, la línea de puntería está a la izquierda, con el punto de mira montado sobre una base que sobresale hacia arriba y a la izquierda desde la portilla de gases.
El alza está instalada en el lado izquierdo del cajón de mecanismos y tiene un mecanismo de ajuste controlado por un botón cuadrillado. Su equipo estándar consiste de un bípode plegable unido al cilindro de gases y una culata de madera con cantonera de metal y apoyo para el hombro plegable. Aunque la ZB vz. 26 fue destinada al papel de ametralladora ligera, también era ofertada con un trípode para fuego sostenido, que con un adecuado suministro de cargadores llenos y cañones de repuesto podía servir como una ametralladora media. El mismo trípode también era adaptable para usarla como arma antiaérea.      
Uno de sus inconvenientes residía en el alto costo de su producción, debido en gran parte a la complejidad de sus piezas, lo cual no obstante hacían de ella un arma fiable y robusta.

## Historial de combate

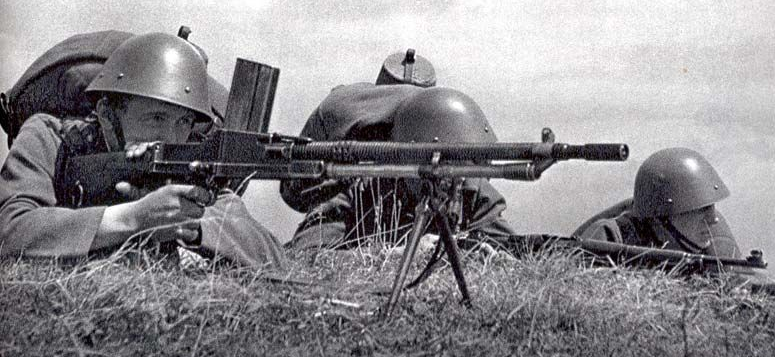
Soldados checoslovacos con una ZB vz. 26, durante unas maniobras a finales de la década de 1930.

La ZB vz. 26 fue empleada por la infantería checoslovaca desde 1928, así como armamento principal o secundario de muchos modelos de automóviles blindados Škoda. Checoslovaquia compró 45.132 ametralladoras durante el período de entreguerras. Se cree que la ZB produjo más de 120.000 ametralladoras ZB vz. 26 entre 1926 y 1939 en una variedad de calibres (su calibre original de 7,92 mm siendo el más popular). Fue exportada a veinticuatro países europeos, sudamericanos y asiáticos, tanto en su versión original como en la ligeramente mejorada ZB vz. 30. Grandes lotes de ametralladoras ligeras ZB fueron exportados a Bolivia, Bulgaria, China, Rumania, Turquía y Yugoslavia. Lituania y Yugoslavia fueron los primeros países en adoptar la ZB vz. 26 antes del Ejército checoslovaco. Su exportación continuó hasta 1939, cuando Hitler ordenó la ocupación de Checoslovaquia. Se produjeron más ametralladoras para exportación que para el Ejército checoslovaco. Después de la guerra, Checoslovaquia produjo 7.136 ZB vz. desde 1945 hasta 1953.

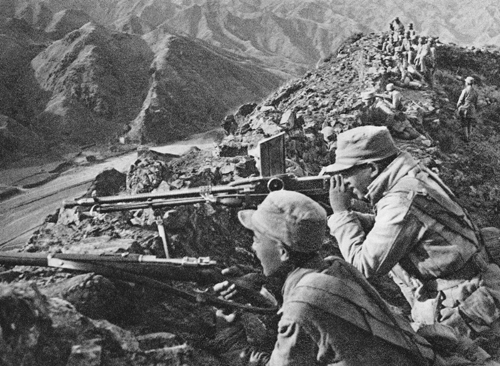
Los soldados chinos fueron los principales usuarios de la ZB vz. 26 durante la Segunda Guerra Mundial.

Los alemanes rápidamente adoptaron la ZB vz. 26 después de la ocupación de Checoslovaquia, redesignándola como MG 26(t); fue empleada en el mismo papel de la MG 34, como ametralladora ligera. Durante las primeras etapas de la Segunda Guerra Mundial, la ZB vz. 26 de 7,92 mm fue empleada en gran cantidad por unidades del Waffen SS, que al comienzo no tenían acceso completo a las líneas de suministro de la Wehrmacht. La variante más famosa de la ZB vz. 26 fue modificada por la ZB e ingenieros británicos, dando origen a la Bren. Muchos países importaron o produjeron esta ametralladora bajo licencia, inclusive la Unión Soviética, China y Yugoslavia. Las tropas nacionalistas chinas emplearon la ZB vz. 26 de 7,92 mm en su lucha con las guerrillas comunistas y posteriormente con las tropas japonesas. Igualmente, el Ejército Rojo chino empleó las ametralladoras ZB vz. 26 capturadas a los nacionalistas contra estos y los japoneses. Según los registros de Zbrojovka Brno, se exportaron a China un total de 30.249 ametralladoras ZB vz. 26 desde 1927 hasta 1939. También fue empleada por diversas fuerzas colaboracionistas chinas, tales como el Ejército Colaboracionista Chino o el Ejército de Mongolia Interior. Debido a la gran demanda durante aquel periodo, tanto las fábricas de armamento estatales chinas como aquellas controladas por diversos caudillos produjeron la ZB vz. 26. Durante la guerra de Corea, los voluntarios chinos emplearon la ZB vz. 26 contra las tropas estadounidenses y surcoreanas, además de ganarse una reputación de tiradores precisos a larga distancia.[cita requerida] Durante la guerra de Indochina y la guerra de Vietnam, la ZB vz. 26 fue empleada tanto por los guerrilleros del Viet Minh como por el Ejército norvietnamita.

## Variantes
- ZB vz. 24: su predecesora.[7]

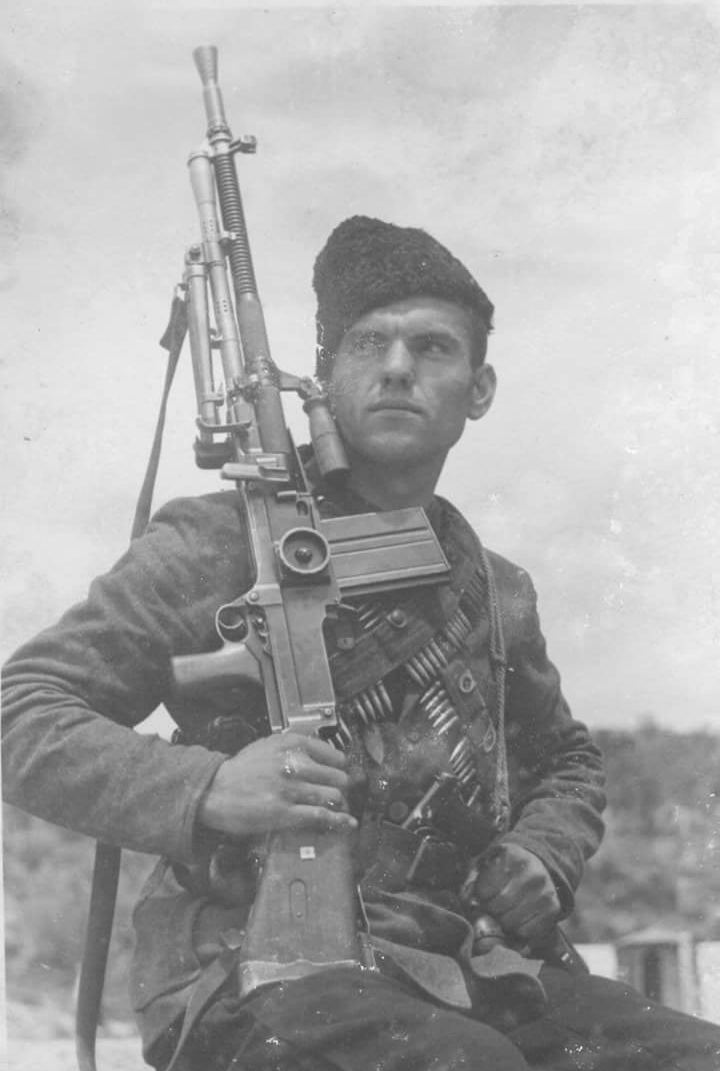
Guerrillero chetnik con una M37.

- ZB vz. 27: variante posterior, ofertada a Portugal y el Reino Unido.[14]
- ZB vz. 30: variante posterior.
- ZGB 30: una ZB vz. 30 modificada para las prubeas del Ejército británico.[15]
- ZGB 33: su versión final era casi idéntica a la Bren.
- ZB 39: variante de exportación de la Bren, calibrada para diversos cartuchos y con mecanismos de puntería diferentes, entre otros cambios menores.[16]
- ZB vz. 52: derivado de posguerra de la ZB vz. 26.
- La ametralladora ligera Tipo 97 japonesa era una copia de la ZB vz. 26 fabricada bajo licencia y destinada como armamento secundario de los tanques japoneses. Solamente era empleada por la infantería en casos de emergencia. Excepto por la reubicación de la manija de amartillado en el lado izquierdo del cajón de mecanismos, es básicamente una réplica de la ametralladora checoslovaca.
- Ametralladora ligera finlandesa Kk 62.
- Además, el fusil de asalto MKb 42(h) emplea un mecanismo virtualmente idéntico pero invertido.
- Fusil ametrallador Oviedo (F.A.O.) (usado por el Ejército Español)

Existen muchas otras designaciones para esta ametralladora, las cuales dependen del ejército que las empleó, aunque generalmente conservan las iniciales 'ZB 26' de una u otra forma.

## Usuarios

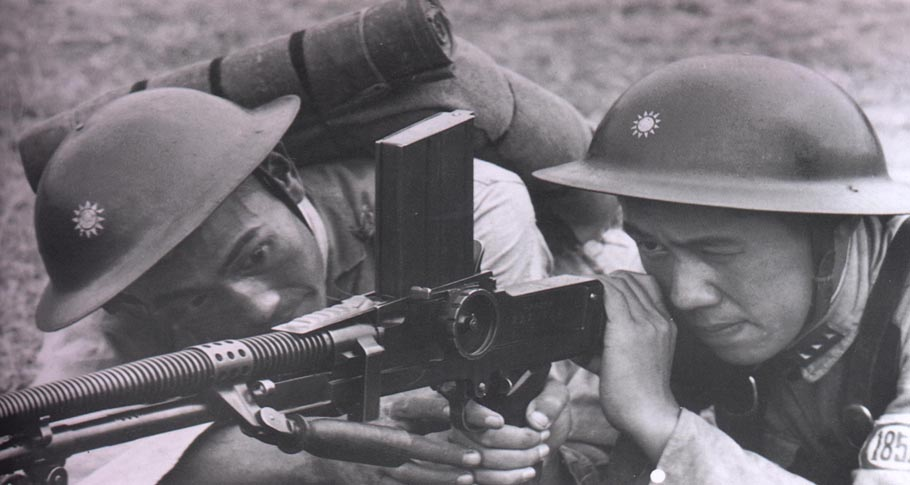
Soldados del Ejército Nacional Revolucionario chino disparando una ZB vz. 26.

- Checoslovaquia: Adoptada por el ejército checoslovaco como ZB LK VZ 26.[17][18]
- Afganistán[19][20]
- Alemania nazi: Empleó ametralladoras capturadas.
- Biafra[21]
- Bolivia[22]
- Brasil: Compró 1,080 ametralladoras de 7 mm en 1930[23] para la Policía Militar de Minas Gerais.[cita requerida]
- Bulgaria: Solo recibió 100 ZB 39 de una orden de 3,000 ametralladoras de 8 mm.[16]
- Chile: Compró 11 ametralladoras de 7 mm en 1928.[23]
- China[24][25]
- Ecuador:[26][27] Compró 200 ametralladoras entre 1930 y 1932.[23]
- Egipto: Compró 1.060 ZGB-33 de 7,70 mm entre 1937 y 1939.[23]
- Eslovaquia
- España: Producida bajo licencia.[5][28][29]
- Etiopía: usada contra los italianos.[22]
- Imperio del Japón: Empleó ametralladoras chinas capturadas.[30] Capturó 2,200 entre 1938 y 1939.[23]
- Indonesia: Fue empleada por el Movimiento Aceh Libre.[2]
- Irak: Compró 850 ZGB-33 de 7,70 mm entre 1936 y 1937.[23]
- Letonia: Ordenó 600 ZGB-33 de 7,70 mm en 1940.[23]
- Lituania:[7] Compró  3.138 ametralladoras ZB vz. 26 (7,92 mm kulkosvaidis Brno 26 m.) entre 1928 y 1937.[23]
- Manchukuo[31]
- Paraguay: capturadas al ejército boliviano durante la guerra del Chaco, algunas aún en uso para entrenamiento o versiones mejoradas para el Ejército.
- Perú[1]
- Reino Unido: Compró 85 ZB-33 de 7,70 mm entre 1935 y 1938.[23]
- República de China: Fue producida bajo licencia.[29] El Astillero naval de Taku produjo copias en 1927, después siendo producida en el Arsenal de Gongxian y los arsenales n.º 21 y n.º 51.[17]
- Rumania: Producida bajo licencia.[29]
- Suecia: Usada con la designación Kulsprutegevär m/39.[32]
- Siam: Compró algunas a inicios de la década de 1930.[23]
- Turquía[22]
- Vietnam del Norte[33][34]
- Reino de Yugoslavia:[7][35] Compró 1.500 ametralladoras.[23]